# ロメオとジュリエット (グノー)

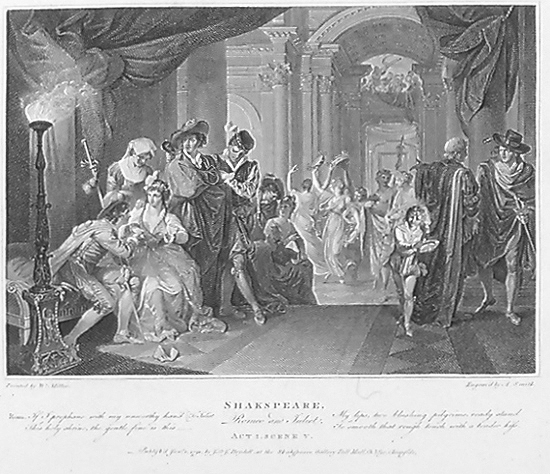
W.ミラーの絵画に基づく A.スミスによる第1幕の版画

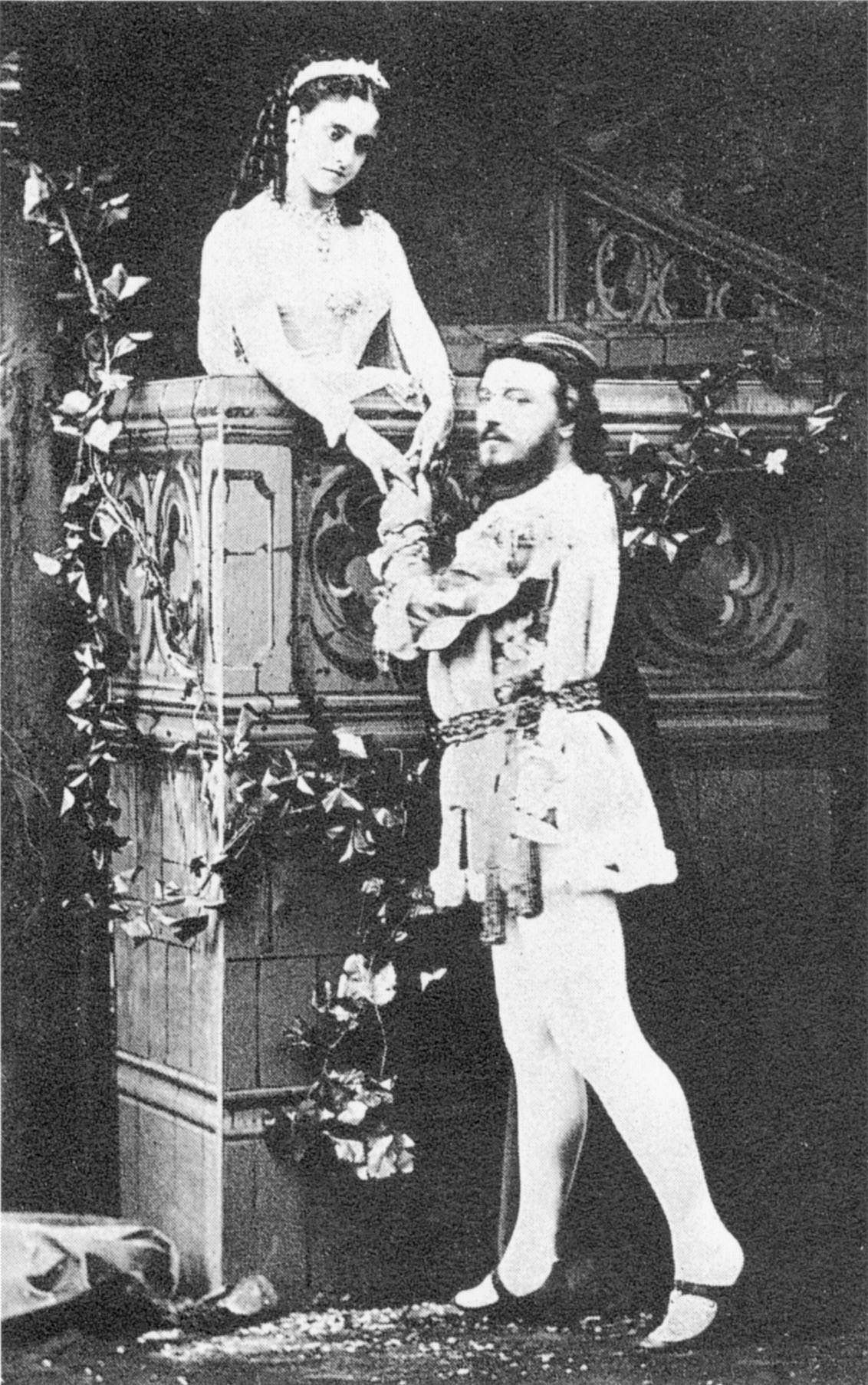
ロンドンでの英国初演時のパッティとマリオ

『ロメオとジュリエット』（フランス語: Roméo et Juliette）は、フランスの作曲家シャルル・グノーが作曲した全5幕のオペラである。ウィリアム・シェイクスピアの戯曲『ロミオとジュリエット』を原作とする。劇中の『ジュリエットのワルツ』やアリアなどは多くの歌手によって好んで歌われている。

## 概要
グノーが作曲したオペラの中では9番目にあたり、『ファウスト』に次いで目覚ましい成功を収めた作品である。またアリア『恋よ、恋よ』や第1幕におけるジュリエットのアリア（ワルツ）『私は夢に生きたい』、シャンソン『白いきじ鳩よ』は有名である。『新グローヴ オペラ事典』では本作は「シェイクスピアの戯曲から生まれた数多くの作品の中で最も成功し、人気を得たもののひとつである。特に４つの愛の二重唱が高く評価されている。それぞれが独特の音楽的、劇的な雰囲気を備えたものになっている」。本作の「長所は愛の音楽という範囲を超えている。メルキュシオによるマブ女王のバラードは雰囲気をたっぷり伝えたものであり、グノーは第３幕終わりの両家の大きな衝突の場面で、劇的な熱気を生み出すのに成功している」と解説している。また「シェイクスピアの『ロメオとジュリエット』を題材にしたオペラでは本作が最高の名曲である。本作の特徴はまずその主題に相応しく、感覚美や抒情美をたたえた魅力的な旋律に顕現する。感傷をも交えた甘美な声の饗宴はオペラの重要な要素で感銘深い」という見解もある。原作に比べると、劇的な力や表現、深みに欠けると評価されることもしばしば見受けられる。しかし、グノー独特の甘美な旋律や洗練された音楽は、多くの人々から広く好まれていることも事実である。

## 作曲の経緯と初演

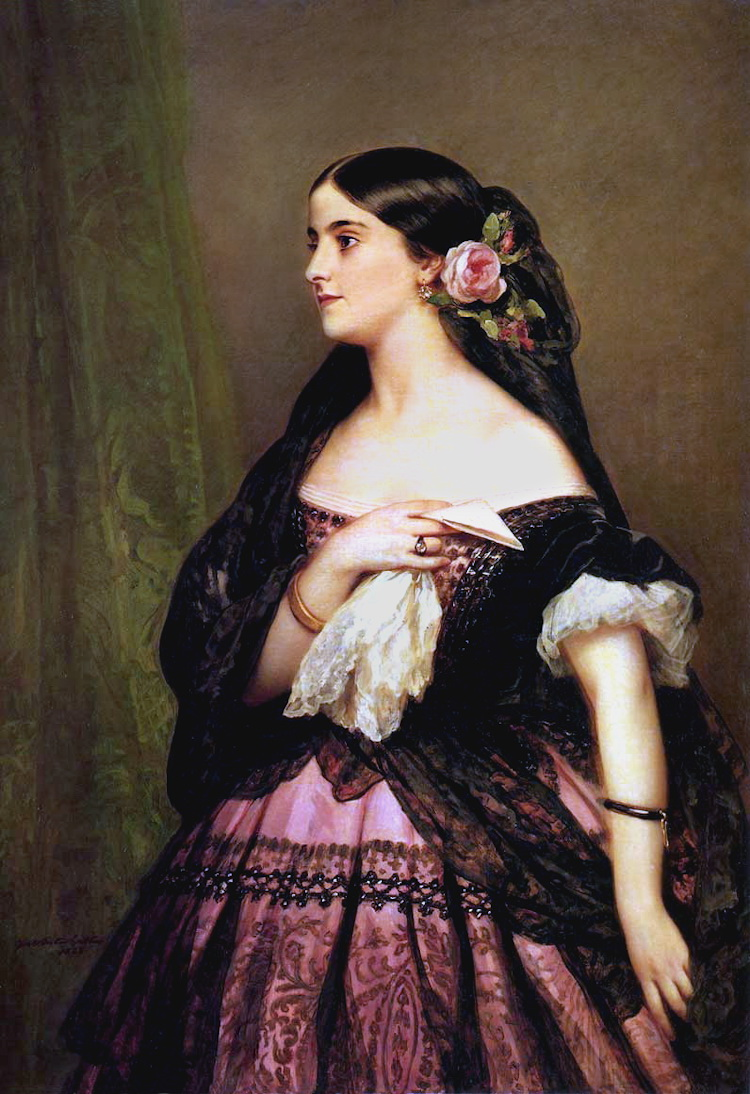
ジュリエット役を得意としたアデリーナ・パッティのフランツ・ヴィンターハルター による肖像画(1862)

### 構想に至るまで
1859年に『ファウスト』が初演されて成功を収めたグノーは、1860年に『フィレモンとボシス』（Philémon et Baucis）と『鳩』（La Colombe）、1862年に『サバの女王』の3作のオペラを立て続けに世に送り出したが、これら3作は『ファウスト』のような成功を収めることはできず、いずれも失敗に終わっている。不振が続くグノーだったが、1863年に作曲され翌64年に初演されたオペラ『ミレイユ』（Mireille）で再び成功している。この初演後にシェイクスピアの戯曲『ロミオとジュリエット』のオペラ化の構想を練り始める。実際に、作曲に着手する以前に友人たちに宛てて書いた手紙の中で、このオペラの計画について仄めかしていることが窺える。

### 作曲から完成まで
グノーは1864年末に作曲を開始し、1865年の4月にフランス南部のサン＝ラファエルでスケッチとその草案を作り、7月頃に完成させる。オーケストレーションも1866年の初め頃までに出来上がらせているが、その間神経症に悩ませられ、作業は滞っていたといわれる。1866年に全曲を完成させた後、初演に向けて準備が行われたが、グノーはオペラの一部を部分的に補筆したり、レチタティーヴォを追加するなど、初演直前まで改訂を施している。

### 初演とその後
完成させた翌年の1867年4月27日に、パリのリリック座で初演され、前作『ミレイユ』に続いて大規模な成功を収めた。当時パリ万国博覧会が開催中のこともあって、劇場は連日満員で、フランス各地と国外から大多数の見物客が押し寄せていたことが要因であった。この大成功の後、イギリス初演が1867年7月11日にロンドンのコヴェントガーデンのロイヤル・オペラ・ハウスで行われた。出演はアデリーナ・パッティ、ジョヴァンニ・マテオ・マリオ、コトーニ、タッリャフィーコら、指揮はコスタであった。この英国での上演を機に人気が急激に上昇し、この年の末にはドイツやベルギーなどの各主要都市でそれぞれ上演がなされている。また、アメリカ初演は1867年11月15日にニューヨークのアカデミー・オブ・ミュージックにて行われた。出演はホーク、パンカーニ、アントナッチ、メディーニら、指揮はバーグマンであった。日本初演は1918年に旭オペラ座によって日本館にて行われた。なお、1888年にパリ・オペラ座での上演において、グノーは一部改訂を行い、第4幕のフィナーレにバレエ音楽を追加している。

## 原作とリブレット

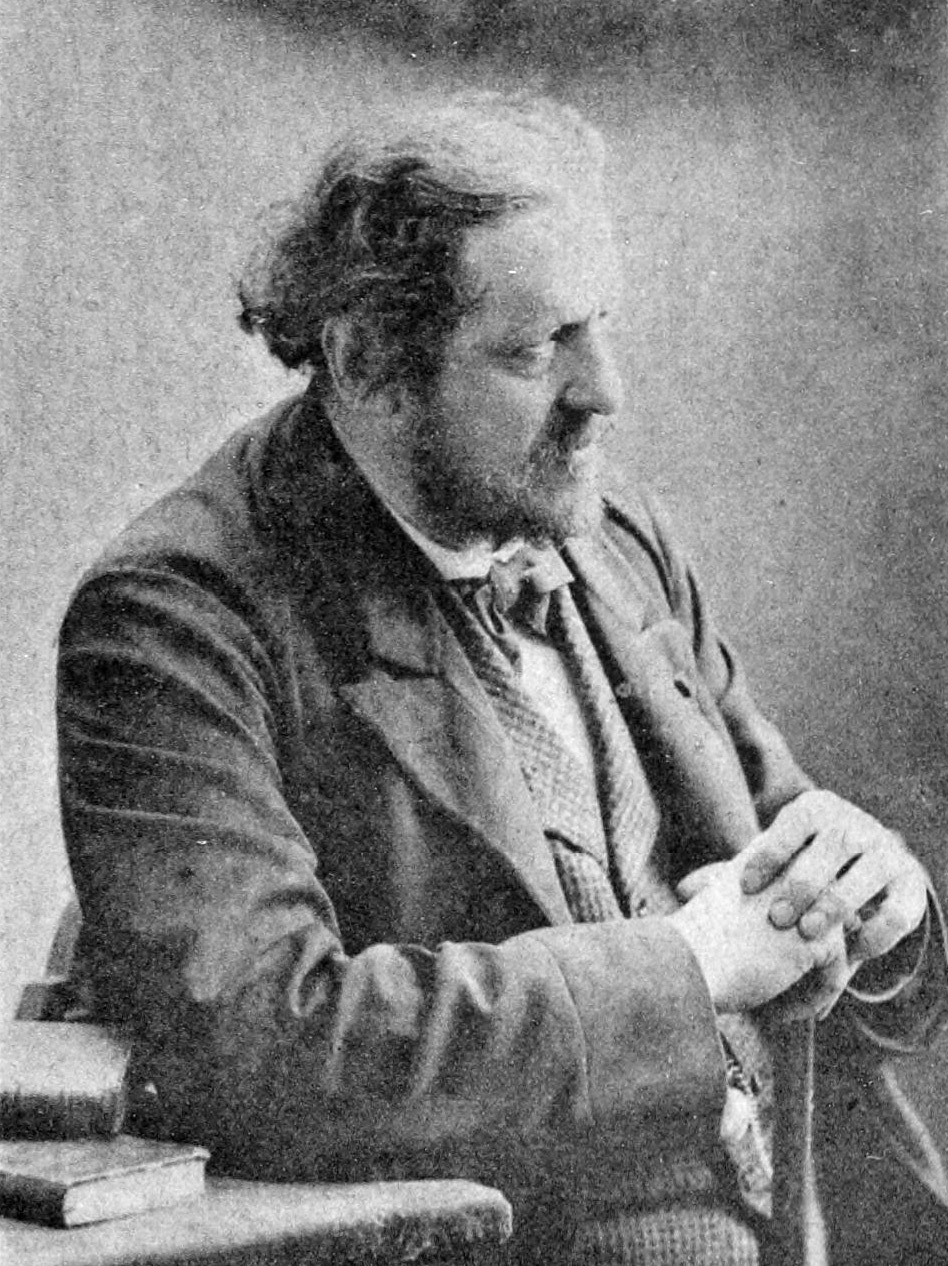
ジュール・バルビエ

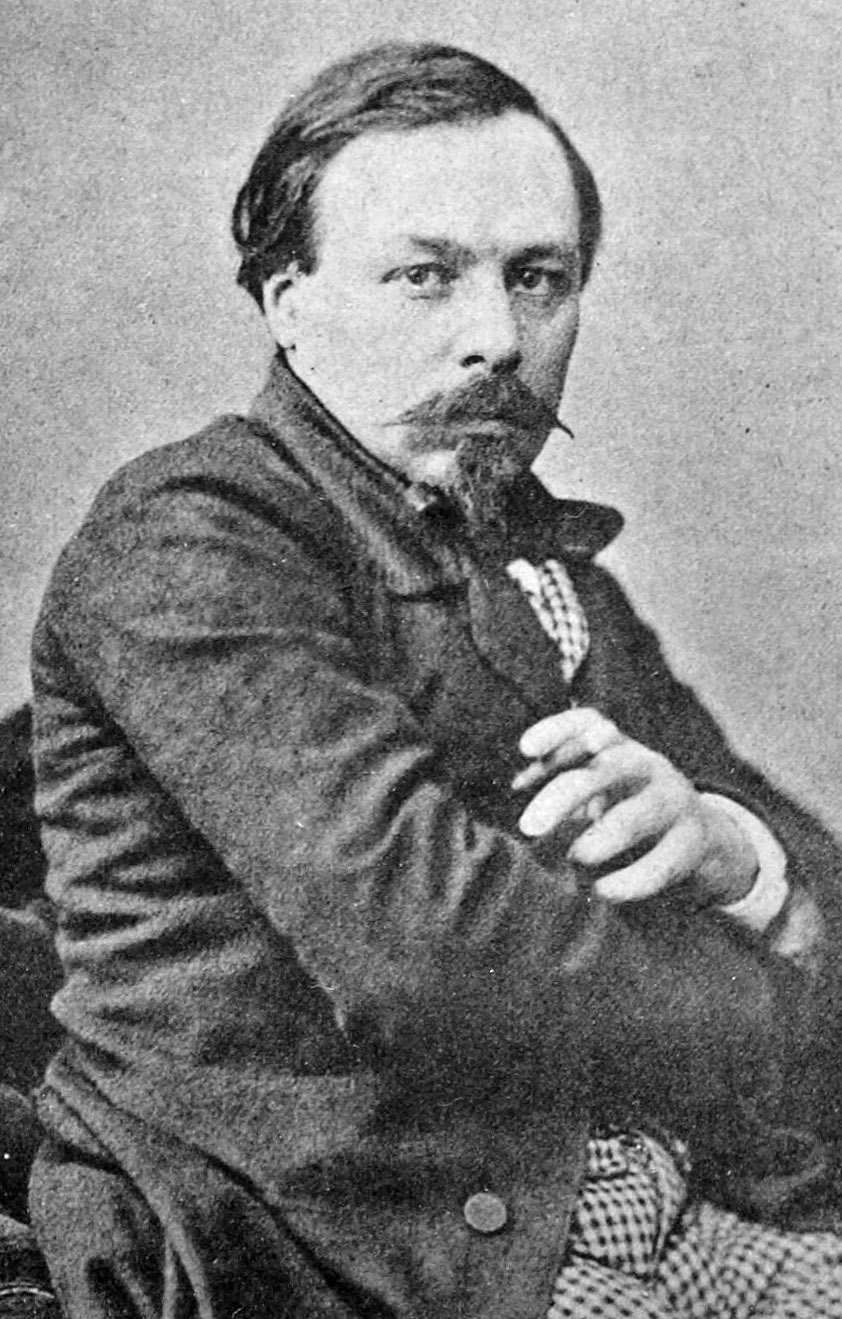
ミシェル・カレ

リブレットはジュール・バルビエとミシェル・カレによりシェイクスピアの同名の原作を基にフランス語で作成されている。『シェイクスピア劇のオペラを楽しもう』の著者である福尾芳昭によると本作は「本筋でも細部でも原作を下敷きにしてほぼ忠実に要領良くドラマが展開されている。原作とオペラの重大な相違を一箇所指摘するならば、原作では墓地に駆けつけたロメオはジュリエットの仮死を実の死と思い込み、悲嘆と絶望のあまり服毒死する。仮死から覚めたジュリエットはロメオの亡骸に接してやはり悲嘆と絶望の末、彼の体の上で短剣で自決し、悲劇が完結する。一方、オペラでは服毒したロメオの息のある間にジュリエットが仮死から覚め、彼との再会を欣喜雀躍する。しかし、彼から服毒を知らされて彼との恋の最後の至福の陶酔の後、彼の服毒に絶望して、彼女は短剣でわが身を刺し、欣然として彼と死を共にする。恋愛悲劇オペラでは恋人同士が二重唱を歌って悲劇完結するのが必要であり、二重唱は聴かせどころでもあるので原作とのこういう変更措置が講じられるのは止むを得ないし、必要でもある」。

## 登場人物
| 人物名           | 声域         | 役                                        | 初演時のキャスト 1867年4月27日 指揮：アドルフ・デロッフル |
| ---------------- | ------------ | ----------------------------------------- | --------------------------------------------------------- |
| ロメオ           | テノール     | モンタギュー家の長男                      | ピエール=ジュール・ミショー                               |
| ジュリエット     | ソプラノ     | キャピュレット卿の娘                      | マリー・カロリーヌ・ミオラン=カルヴァロ （英語）          |
| ロラン神父       | バス         | ロメオとジュリエットを 助けようとする神父 | ジャン・カゾー                                            |
| メルキュシオ     | バリトン     | ロメオの友人                              | オーギュスト=アルマン・バーレ                             |
| キャピュレット卿 | バス         | ジュリエットの父                          | エティエンヌ・トロワ                                      |
| ティボルト       | テノール     | ジュリエットの従兄                        | ジュール=アンリ・ピュジェ                                 |
| ステファノ       | ソプラノ     | ロメオの従者の少年、小姓                  | ジョセフィーヌ・ダラン                                    |
| ジェルトリュード | メゾソプラノ | ジュリエットの乳母                        | エレオノール・ラゲーヌ=デュクロ                           |
| グレゴリオ       | バリトン     | キャピュレット家の家来                    | エティエンヌ・トロワ                                      |
| パリス           | バリトン     | 若い伯爵                                  | ラヴェシエール                                            |
| ベンヴォーリオ   | テノール     | モンタギュー家の甥                        | ピエール=マリー・ローラン                                 |
| ジャン           | バス         | 修道士                                    | ヌヴュー                                                  |
| ヴェローナ大公   | バリトン     | －                                        | エミール・ヴァルテル                                      |

その他（合唱）:キャピュレット家とモンタギュー家の家来たち、親戚たち、仮面舞踏会の客たち

## 楽器編成
- 木管楽器:フルート2、オーボエ2、クラリネット2、ファゴット2
- 金管楽器:ホルン4、トランペット2、トロンボーン2
- 打楽器:ティンパニ、打楽器類（多数）
- その他:弦五部、ハープ、オルガン

## 演奏時間
序曲7分、第1幕32分、第2幕25分、第3幕33分、第4幕28分、第5幕22分　 合計、約2時間30分。

## あらすじ
時と場所:ルネサンス時代のヴェローナ

### プロローグ
管弦楽による激しい嵐を思わせる序奏で両家の憎しみが描かれる。合唱がこれから始まる悲劇のあらましを説明する。

### 第1幕 キャピュレット家の仮面舞踏会
仮面舞踏会のために集まった紳士淑女たち。家の当主キャピュレット卿がパリス伯爵との結婚を間近に控えた娘ジュリエットを紹介し、全員はその美しさにたちまち魅了される。客人たちが解散すると、モンタギュー家のロメオが仮面を付けて友人たちとともに忍んでやって来る。友人たちがここでひと暴れしようと企むが、ロメオはこれを止めるよう制するが、対してメルキュシュはロメオをからかい、彼を連れて去るのだった（メルキューシュは『マブ女王のバラード』を歌う）。

ロメオとジュリエットのバルコニーの場面

そこにジュリエットが乳母ジェルトリュードと現れる（青春を謳歌してアリア『私は夢に生きたい』を歌う）。直後に乳母が呼ばれ、一人残ったジュリエットの目の前にロメオが現れて話しかける。2人は瞬時に恋に落ちるのだった。そこに従兄のティボルトがジュリエットを呼びに来たため、ロメオは彼女がキャピュレット家の娘であることを知って驚く。一方立ち去る時の声で、モンタギュー家のロメオであることを見抜いたティボルトは、仇敵に対し剣を抜く。しかしすぐに現れたキャピュレットの諫めによって抑えられ、ロメオは友人たちと逃げるようにその場から去っていく。

### 第2幕 ジュリエットの家の庭
夜中にキャピュレット家の庭に忍び込んだロメオ。一方ジュリエットはバルコニーに向かい、ロメオへの思いを一人告白する。それを聞いたロメオが現れて、愛の二重唱を歌い合う。やがてジュリエットは別れを惜しみつつ、部屋の中へ消えて行く。

### 第3幕（全2場）

#### 第1場 夜明け、修道院のロランの部屋

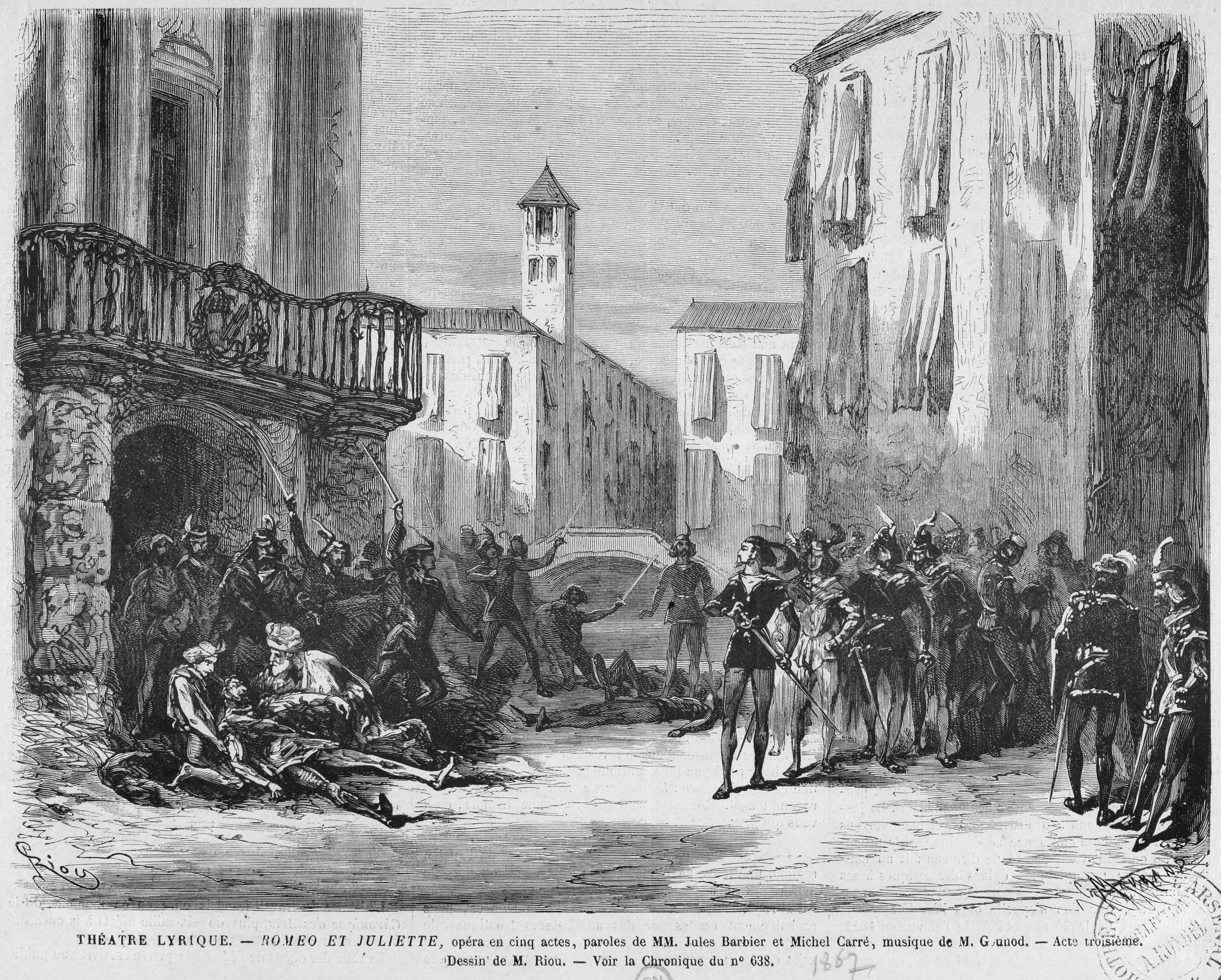
第3幕の初演時のイラスト

ロメオはロラン神父のもとへ訪問し、そこで神父にジュリエットとの恋を打ち明ける。そこにジュリエットが乳母とともに訪ねて来て、2人は神父に結婚の許しを乞うよう神に祈りを捧げる。長年に亘り敵対してきた両家の憎しみ合いが2人の結婚によって解消されることを目論んだロラン神父は、2人に結婚の祝福を与えるのだった。

#### 第2場 キャピュレット家の前の通り
一方キャピュレット家の近くの通りでは、ロメオの小姓ステファノが主人を探しに来ていたが、同家を揶揄するかのようなシャンソンを歌う。それを聴いて怒りに震えたキャピュレット家の若者と友人メルキュシオとの間で乱闘が始まり、これに乗じてティボルトも加勢して激しい決闘へ発展してしまう。騒ぎを聞き駆けつけたロメオは2人を制止したが、その時ティボルトの剣がメルキュシオに刺さり、そのまま息絶えてしまう。友人の死を目の前で目撃したロメオは、剣を抜いてティボルトを倒す。そこにヴェローナ大公が現れ、ロメオを街から追放する条件でその場を収め、両家の面々に対し強く諫める。

### 第4幕（全2場）

#### 第1場 ジュリエットの部屋、夜明け

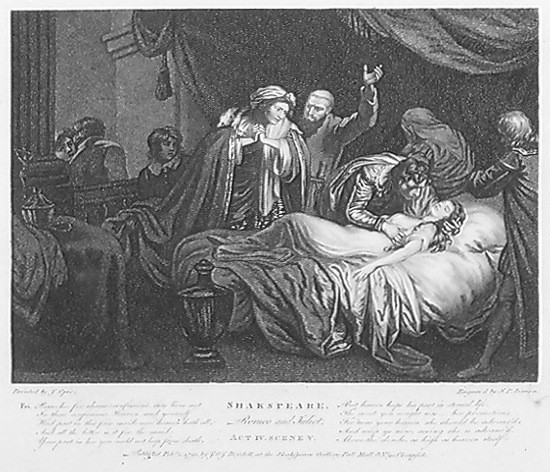
第4幕での仮死状態のジュリエット

ジュリエットは忍んで来たロメオに対し従兄ティボルトの殺害を許し、2人は愛の幸福の中で一晩をともに過ごす。だが夜明けには去らなければならない（「愛の二重唱」）。ただ一人残ったジュリエットのもとに父キャピュレット卿がロラン神父とともに現れ、パリス伯爵との結婚を宣誓する。絶望に打ちひしがれたジュリエットにロラン神父は一計を案ずる。神父は一日仮死状態になれる薬を与え、墓からロメオとともに逃げるよう告げる。一人残されたジュリエットは逡巡するが、勇気を出して薬を飲み干す（アリア「ああ、何という戦慄が」）。

#### 第2場 キャピュレット家の屋敷の中における壮麗な広間、宮殿の回廊
キャピュレット家の宮殿の回廊では、ジュリエットとパリス伯爵との結婚が行われている。伯爵が指輪をはめようとした瞬間、ジュリエットは隠し持っていた薬を密かに飲み、突然倒れて仮死状態となり、周囲はただ驚愕するのみである。

### 第5幕 キャピュレット家の地下の墓所
神父からの伝言が遅れてしまったため、この計画について知る由もないロメオは、ジュリエットが死んだことを聞いてすぐに墓所へ駆けつける。その姿を見たロメオは絶望し、自ら持っていた毒薬を飲む。その直後にジュリエットが目覚め、二人は再会の歓喜に震えるが、全身に毒がまわったロメオはジュリエットの腕の中に崩れる。毒を飲んだことを知ったジュリエットは、後を追って短剣で胸を刺し、二人は最後の口づけを交わして息絶え、幕が閉じられる。

## 主な録音・録画
| 年   | 配役 ジュリエット ロメオ ロラン神父 ステファノ メルキュシオ                                                                | 指揮者 管弦楽団および合唱団 | レーベル                                  |
| ---- | --- | --- | ----------------------------------------- |
| 1953 | ジャニーヌ・ミショー ラウル・ジョバン ハインツ・レーフス クローディーヌ・コラール ピエール・モレ                           | アルベルト・エレーデ パリ国立歌劇場管弦楽団 パリ国立歌劇場合唱団                                                                         | CD: Decca ASIN: B000025WH3                |
| 1969 | ミレッラ・フレーニ フランコ・コレッリ グザヴィエ・ドプラ エリアーヌ・リュブラン アンリ・ギイ                               | アラン・ロンバール パリ国立歌劇場管弦楽団 パリ国立歌劇場合唱団                                                                           | CD: EMI ASIN: B000002S5T                  |
| 1984 | キャサリン・マルフィターノ アルフレード・クラウス ジョセ・ヴァン・ダム アン・マレー ジーノ・キリコ                         | ミシェル・プラッソン トゥールーズ・カピトール国立管弦楽団 トゥールーズ・カピトール劇場合唱団                                             | CD: EMI ASIN: B00000DNHA                  |
| 1994 | レオンティーナ・ヴァドゥヴァ ロベルト・アラーニャ ロバート・ロイド アンナ＝マリア・パンザレッラ フランソワ・ル・ルー       | チャールズ・マッケラス ロイヤル・オペラ・ハウス管弦楽団 ロイヤル・オペラ・ハウス合唱団 演出：ニコラ・ジョエル                            | DVD: パイオニアLDC ASIN: B000060NFA       |
| 1995 | ルース・アン・スウェンソン プラシド・ドミンゴ アラスタイアー・ミルズ スーザン・グラハム クルト・オールマン                 | レナード・スラットキン ミュンヘン放送管弦楽団 バイエルン放送合唱団                                                                       | CD: RCA ASIN: B000003G1G                  |
| 1998 | アンジェラ・ゲオルギュー ロベルト・アラーニャ ジョセ・ヴァン・ダム マリー＝アンゲ・トドロヴィチ サイモン・キーンリーサイド | ミシェル・プラッソン トゥールーズ・カピトール国立管弦楽団 トゥールーズ・カピトール劇場合唱団                                             | CD: Warner Classics ASIN: B0040UEHV4      |
| 2008 | ニーノ・マチャイゼ ローランド・ヴィラゾン ミハイル・ペトレンコ コーラ・ブルッグラーフ ラッセル・ブラウン                   | ヤニック・ネゼ＝セガン ザルツブルク・モーツァルテウム管弦楽団 ウィーン国立歌劇場合唱団 演出：バートレット・シャー                        | DVD: Deutsche Grammophon ASIN: B001LMSP2G |
| 2011 | ニーノ・マチャイゼ ステーファノ・セッコ ジョルジョ・ジュゼッピーニ ケテヴァン・ケモクリゼ アルトゥール・ルチンスキ         | ファビオ・マストランジェロ アレーナ・ディ・ヴェローナ 管弦楽団 アレーナ・ディ・ヴェローナ合唱団＆バレエ団 演出：フランチェスコ・ミケーリ | DVD: Bel Air ASIN: B01I05LNKC             |
| 2012 | マイテ・アルベローラ アンドレア・ボチェッリ アンドレア・マストローニ アナリーザ・ストロッパ アレッサンドロ・ルオンゴ       | ファビオ・ルイージ ジェノヴァカルロ・フェリーチェ劇場管弦楽団 カルロ・フェリーチェ劇場合唱団                                             | CD: Decca ASIN: B008K7PS34                |
| 2018 | アイーダ・ガリフッリーナ サイミール・ピルグ ニコラ・ウリヴィエリ タラ・エロート ガブリエル・バミューデス                   | ジョゼップ・ポンス バルセロナ・リセウ大劇場管弦楽団 リセウ大劇場合唱団 演出：スティーヴン・ローレス                                      | DVD:C major ASIN:B0CG7NHHGD               |